# Värmebärare
En värmebärare, eller värmemedium, är det ämne, ofta en vätska, som används för att flytta energi i värmesystem. Det kan till exempel röra sig om vatten (värmevatten) i ett centralvärmesystem eller fjärrvärme.